# إياساه سليمان
إياساه سليمان (بالإنجليزية: Easah Suliman) (26 يناير 1998 ببرمنغهام في المملكة المتحدة - ) هو لاعب كرة قدم بريطاني في مركز الدفاع. لعب مع نادي تشيلتنهام تاون لكرة القدم.

## وصلات خارجية
- إياساه سليمان على موقع قاعدة بيانات كرة القدم.إي يو (الإنجليزية)
- إياساه سليمان على موقع Soccerbase.com (لاعب) (الإنجليزية)
- إياساه سليمان على موقع Soccerway.com (الإنجليزية)
- إياساه سليمان على موقع AS.com (الإسبانية)